# Antoinette d'Harcourt
Antoinette Gérard (1909-1958), dite duchesse d'Harcourt par son mariage, est une femme de lettres et résistante française, surtout connue pour avoir eu une liaison avec l'actrice et chanteuse Arletty.

## Biographie
Antoinette Gérard est la fille du baron François Gérard (1880-1929), député du Calvados de 1919 à 1928, et de Catherine d'Aliney d'Elva (1888-1977).  
Elle se marie le 17 décembre 1927 avec François-Charles d'Harcourt, avec qui elle a deux enfants, dont l'homme politique François d'Harcourt. 
En 1937, elle publie un recueil de poèmes, intitulé Neiges,, dont certains seront mis en musique par Henri Sauguet.
Elle est l'amie de Coco Chanel.[réf. nécessaire] Lesbienne, elle a une liaison avec l'actrice Arletty,.
Durant l'occupation de la France par l'Allemagne, elle entre dans la Résistance intérieure française. Arrêtée par les Allemands, elle est emprisonnée à Fresnes pendant un an.[réf. nécessaire]
Elle meurt en 1958.

## Dans la fiction
Dans le téléfilm Arletty, une passion coupable (2014) réalisé par Arnaud Sélignac, son rôle est tenu par Marie-Josée Croze.